# Ciechocinek

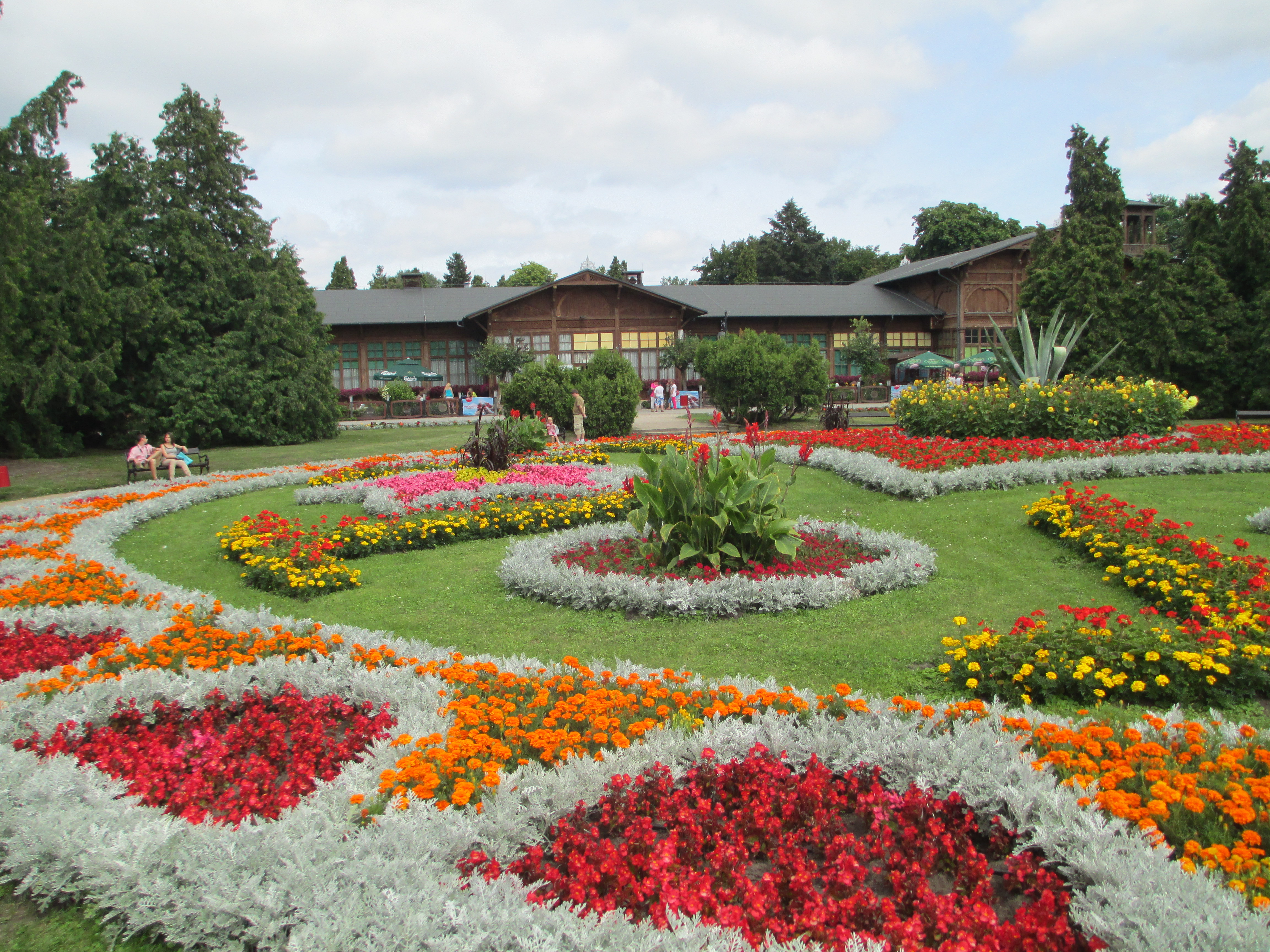
Kurpark

Ciechocinek [ʨɛxɔˈʨinɛk] (deutsch 1941–1945 Hermannsbad) ist ein Kurort in Polen. Er liegt an der Weichsel, etwa 20 Kilometer südöstlich von Toruń in der Woiwodschaft Kujawien-Pommern.

## Geschichte

### Herzogtum Kujawien (bis 1235)
Im Mittelalter gehörte das Gebiet zum polnischen Herzogtum Kujawien.

### Deutscher Orden (1235 bis 1422)
Am 13. November 1235 schloss der polnische Herzog Konrad einen Vertrag mit dem deutschen Kirchenfürsten Hermann von Salza und trat das Gebiet an das Deutschordensland ab. Die deutsche Seite gewährte dabei der polnischen Seite einen festen Anteil der Salzproduktion der benachbarten Saline von Słońsk Dolny. 1379 wurde erstmals der Name des Ortes (Ciechocino) erwähnt.

### Königreich Polen (1422 bis 1793)
Am 27. September 1422 wurde das Gebiet im Frieden vom Melnosee an Polen zurückgegeben. Von 1431 bis 1435 wurde es vorübergehend wieder vom Deutschordensland besetzt und dabei völlig zerstört. Die Besetzung endete mit dem Friedensvertrag von Brest vom 31. Dezember 1435. Im Friedensvertrag von Thorn wurde am 19. Oktober 1466 der bisherige Grundbesitz des Deutschordenslandes in Polen verstaatlicht und als Krongut an einen Starost übertragen. Das Krongut Ciechocinek gehörte in der Folge zur Starostei Słońsk Dolny in der Woiwodschaft Inowrocław.
1605 wurde zur wirtschaftlichen Belebung das kleine zum Krongut Ciechocinek gehörende Dorf Wołuszewo an holländische Kolonisten verpachtet. Schwedische Truppen verwüsteten im Zweiten Nordischen Krieg 1655 bis 1660 das Gebiet. Sowohl die polnischen Einwohner als auch die holländischen Kolonisten kamen ums Leben oder flohen, so dass die Gegend nach Kriegsende praktisch entvölkert war. Zum Wiederaufbau wurden auch deutsche Kolonisten aus dem angrenzenden Polnisch-Preußen angeworben. 1770 fiel Ciechocinek an die Starostei Radziejów. Die Solequellen von Ciechocinek wurden 1790, nachdem die südpolnischen Salzvorkommen 1772 an Österreich gefallen waren.

### Königreich Preußen (1793 bis 1807)
Durch die Aufteilung Polens fiel Ciechocinek am 23. Januar 1793 an Preußen. Der Ort gehörte während der preußischen Zeit zum Kreis Radziejów im Kammerdépartement (= Regierungsbezirk) Posen. Preußen führte am 1. Juni 1794 in Ciechocinek die allgemeine Schulpflicht ein. Während des polnischen Kościuszko-Aufstands wurde der Ort im Herbst 1794 vorübergehend von polnischen Truppen zurückerobert. Am 28. Juli 1795 verstaatlichte Preußen dann das bisher polnische Krongut Ciechocinek und unterstellte es der Verwaltung des Domänenamts in Raciążek. Anfang 1798 untersuchte der preußische Oberbergrat Alexander von Humboldt die Solequelle von Ciechocinek, bis 1801 erfolgten weitere Probebohrungen. Der Salzgehalt der Sole erwies sich aber als zu niedrig. 1805 bis 1806 erfolgten weitere Probebohrungen. Die Kriegserklärung Preußens an Frankreich im Oktober 1806 läutete das Ende der preußischen Herrschaft in Ciechocinek ein. Im November begann der polnische Volksaufstand und die preußische Verwaltung musste aus Ciechocinek fliehen. Der Ort wurde am 1. Dezember 1806 von der französischen Armee besetzt. Am 30. Juni 1807 beschlagnahmte der französische Kaiser Napoléon Ciechocinek und das restliche Domänenamt von Raciążek und erklärte das Ganze zum Privatbesitz des Marschalls Soult als Dank dafür, dass dieser am 16. Juni Königsberg eingenommen und damit den Krieg mit Preußen beendet hatte.

### Herzogtum Warschau (1807 bis 1815)
Ciechocinek wurde am 9. Juli 1807 im Friedensvertrag von Tilsit offiziell von Preußen an Polen zurückgegeben. Der Ort gehörte jetzt zum polnischen Département Bydgoszcz. Marschall Soult erhielt daraufhin am 15. Dezember 1807 vom polnischen Staat das alleinige Recht zur Salzproduktion in Ciechocinek. Ein Gutachten im Auftrag des polnischen Finanzministeriums stellte aber am 8. Januar 1811 fest, dass sich die Salzproduktion wirtschaftlich nicht lohne. Marschall Soult verzichtete auf das Recht zur Salzproduktion, die Einwohner Ciechocineks förderten jedoch illegal weiter Salz, so dass 1812 die Solepumpe amtlich versiegelt wurde. Im Februar 1813 besetzten russische Truppen Ciechocinek nach dem Scheitern von Napoléons Russlandfeldzug. Der russische Zar Alexander I. enteignete Marschall Soult am 13. Mai 1813 und übergab Ciechocinek in polnischen Staatsbesitz.

### Königreich Polen (1815 bis 1832)
Auf dem Wiener Kongress bestätigten die europäischen Großmächte am 3. Mai 1815 den weiteren Verbleib Ciechocineks beim polnischen Staat. Der Ort gehörte jetzt zur Woiwodschaft (ab 1837 Gouvernement) Warschau im Königreich Polen. König von Polen wurde der russische Zar. 1823 wurde abermals ein Gutachten über die Solequelle für die polnische Regierung erstellt. Diese gab 1824 den Bau einer staatlichen Saline in Ciechocinek in Auftrag. Am 10. Oktober 1827 gab der russische Zar Nikolaus I. Anweisung Ciechocinek zu erwerben. Zu diesem Zeitpunkt hatte der Ort 91 Einwohner. Ciechocinek ging am 9. Juli 1828 rechtskräftig in russischen Staatsbesitz über, der polnische Staat erhielt dafür den russischen Besitz Bądków südlich von Warschau und 242.776 Złoty Ausgleichszahlung. Während des polnischen Aufstands gegen die russische Oberherrschaft 1830/31 richtete die russische Armee Lazarette im Ort ein und requirierte die Saline zur Einquartierung von Soldaten.

### Russisches Kaiserreich (1832 bis 1918)

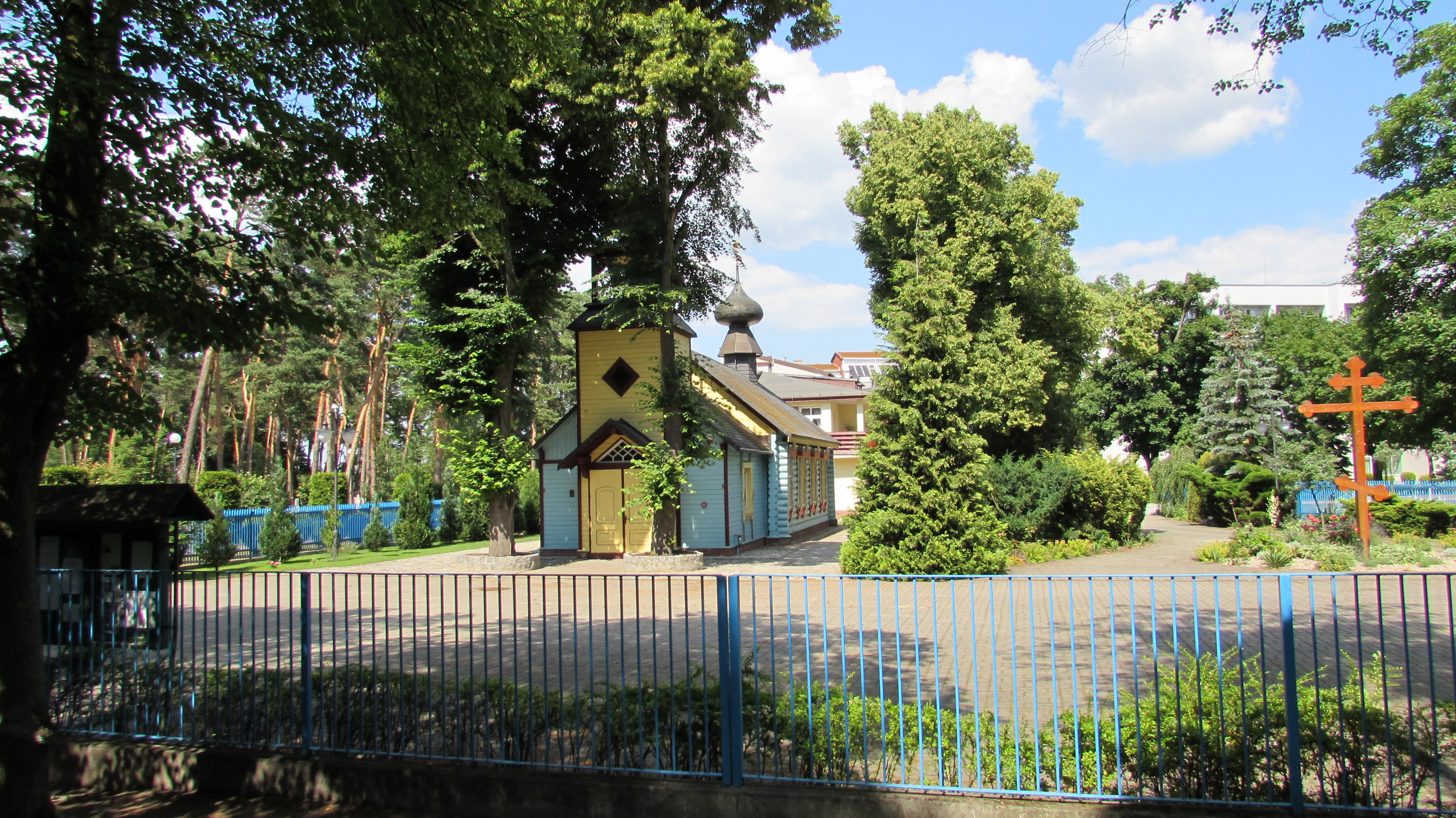
Russische Kapelle in Ciechocinek

Am 26. Februar 1832 erließ Zar Nikolaus I. nach dem Scheitern des polnischen Aufstands eine neue Verfassung: der Zar legte die polnische Königskrone ab, das Königreich Polen wurde vollständig in Russland eingegliedert und Ciechocinek damit russische Provinzstadt. Die Saline nahm am 21. November 1832 nach Abzug der Soldaten und Beseitigung der Kriegsschäden den Betrieb wieder auf. 1836 wurde der Badebetrieb in Ciechocinek begonnen: in einem Gasthaus wurden vier Solebäder installiert, die bald 120 Kurgäste pro Jahr anzogen. Ein Kursaal und das erste Hotel mit 19 Zimmern wurden 1851 eröffnet. 1862 erließ Zar Alexander II. die antisemitische Anordnung, dass Juden in Ciechocinek weder wohnen noch Grundbesitz erwerben durften. Die Bahnlinie Danzig-Warschau wurde am 1. Juli 1867 eröffnet, Ciechocinek erhielt eine eigene Haltestelle, das Bahnhofsgebäude wurde 1869 fertiggestellt. Mit Beschluss vom 8. Juli 1869 wurde in den Schulen Ciechocineks neben dem Polnischen auch das Russische als Unterrichtssprache eingeführt. 1875 wurde der Kurpark von Ciechocinek angelegt. Das Badehaus I wurde 1877 fertiggestellt. Am 20. Juni des gleichen Jahres brannte der Kursaal ab, der neue (und gegenwärtige) Kursaal wurde 1881 fertiggestellt. Die neue katholische Kirche wurde am 15. August 1884 geweiht. In den Schulen des Ortes wurde 1885 das Russische alleinige Unterrichtssprache, nur der Religionsunterricht durfte noch in Polnisch gegeben werden. Diese Regelung wurde erst 1905 wieder aufgehoben. Mehrere Kurgebäude wurden Ende des 19. und Anfang des 20. Jahrhunderts fertiggestellt: 1890 das Kurtheater, 1898 das Badehaus II und der Gradierpark, 1913 das Badehaus III.
Am 1. August 1914 führte die Kriegserklärung Deutschlands an Russland zum Ende der russischen Herrschaft in Ciechocinek. Die russische Verwaltung verließ die Stadt, die bereits am 2. August von deutschen Truppen besetzt wurde. Bis Ende August hatten auch alle 5000 Kurgäste Ciechocinek verlassen. Das deutsche Militär übergab im September 1914 die Verwaltung der Stadt an den neuen polnischen Bürgermeister Abram Szkolnik. Der bisherige polnische Kur- und Salinendirektor wurde durch einen Deutschen ersetzt. Im Norden Polens errichteten die Deutschen am 16. März 1915 die Verwaltungseinheit Generalgouvernement Warschau, zu der auch Ciechocinek gehörte. Am 5. November dieses Jahres verkündete der deutsche Generalgouverneur von Beseler die Absicht, einen unabhängigen polnischen Staat wiedererrichten zu wollen. Am 11. November 1916 erhielt Ciechocinek die Stadtrechte.

### Republik Polen (1918 bis 1939)
Die deutsche Novemberrevolution am 9. November 1918 beendete die deutsche Besetzung von Ciechocinek, die deutschen Truppen ließen sich am 13. November von einer polnischen Stadtmiliz friedlich entwaffnen und zogen bis zum 16. November ab. Auch der deutsche Kur- und Salinendirektor verließ Ciechocinek, der vorherige polnische Direktor kehrte zurück und der Kurbetrieb wurde dem polnischen Gesundheitsministerium unterstellt. Der Ort gehörte jetzt zum Kreis Nieszawa in der Woiwodschaft Warschau im wieder unabhängigen Polen. Die polnische Regierung bestätigte am 4. Februar 1919 die Stadtrechte Ciechocineks. Während des polnisch-sowjetischen Kriegs kam die Rote Armee vom 14. bis 19. August 1920 bis auf wenige Kilometer an Ciechocinek heran und stand auf der anderen Seite der Weichsel. Die Arbeiterschaft der Saline legte bereits rote Armbinden an, um die Soldaten willkommen zu heißen, die Rote Armee musste jedoch wegen der polnischen Gegenoffensive wieder abziehen. Am 26. Mai 1924 wurde das Stadtgebiet durch Eingemeindungen auf das Dreifache vergrößert. Der polnische Präsident Ignacy Mościcki eröffnete am 4. Juni 1932 das große Sole-Schwimmbad und das Europa-Haus und blieb für einen Monat in Ciechocinek zur Kur. 1935 wurde die Markthalle fertiggestellt.
Nach der Generalmobilmachung der polnischen Armee Ende August 1939 verließen alle Kurgäste innerhalb von zwei Tagen die Stadt. Zu diesem Zeitpunkt hatte Ciechocinek 5200 Einwohner, davon 700 Juden. Wenige Tage nach dem Überfall Deutschlands auf Polen am 1. September 1939 verließ die polnische Verwaltung am 8. und 9. September die Stadt. Ciechocinek wurde am 12. September 1939 von der deutschen Wehrmacht besetzt, Einsatzkommandos der Sicherheitspolizei ermordeten 20 zurückgelassene verletzte polnische Soldaten. Der ortsansässige Kollaborateur Fryderyk Elgert wurde als provisorischer Bürgermeister einsetzt. Am 22. September 1939 folgte Otto Leischner als kommissarischer deutscher Bürgermeister. Die Bürgermeister wechselten dann ständig (ab 6. Mai 1940 Joseph Klemm, ab 10. Juni 1940 Alfred Byk (kommissarisch), ab 10. Dezember 1940 Fritz Lindenberg, ab 17. Dezember 1941 Inspektor Illi). Der ortsansässige Bürger Stefan Adam wurde am 22. September 1939 zum kommissarischen Kurdirektor ernannt. Auch die deutschen Kurdirektoren wechselten mehrfach (ab 11. Mai 1940 Gustav Metzler, ab 16. Juli 1940 Alfred Byk (kommissarisch), ab 16. August 1940 Willi Scholz). Am 4. Oktober 1939 wurden die polnischen Schulen Ciechocineks von den deutschen Behörden geschlossen.

### Deutsches Reich (1939 bis 1945)

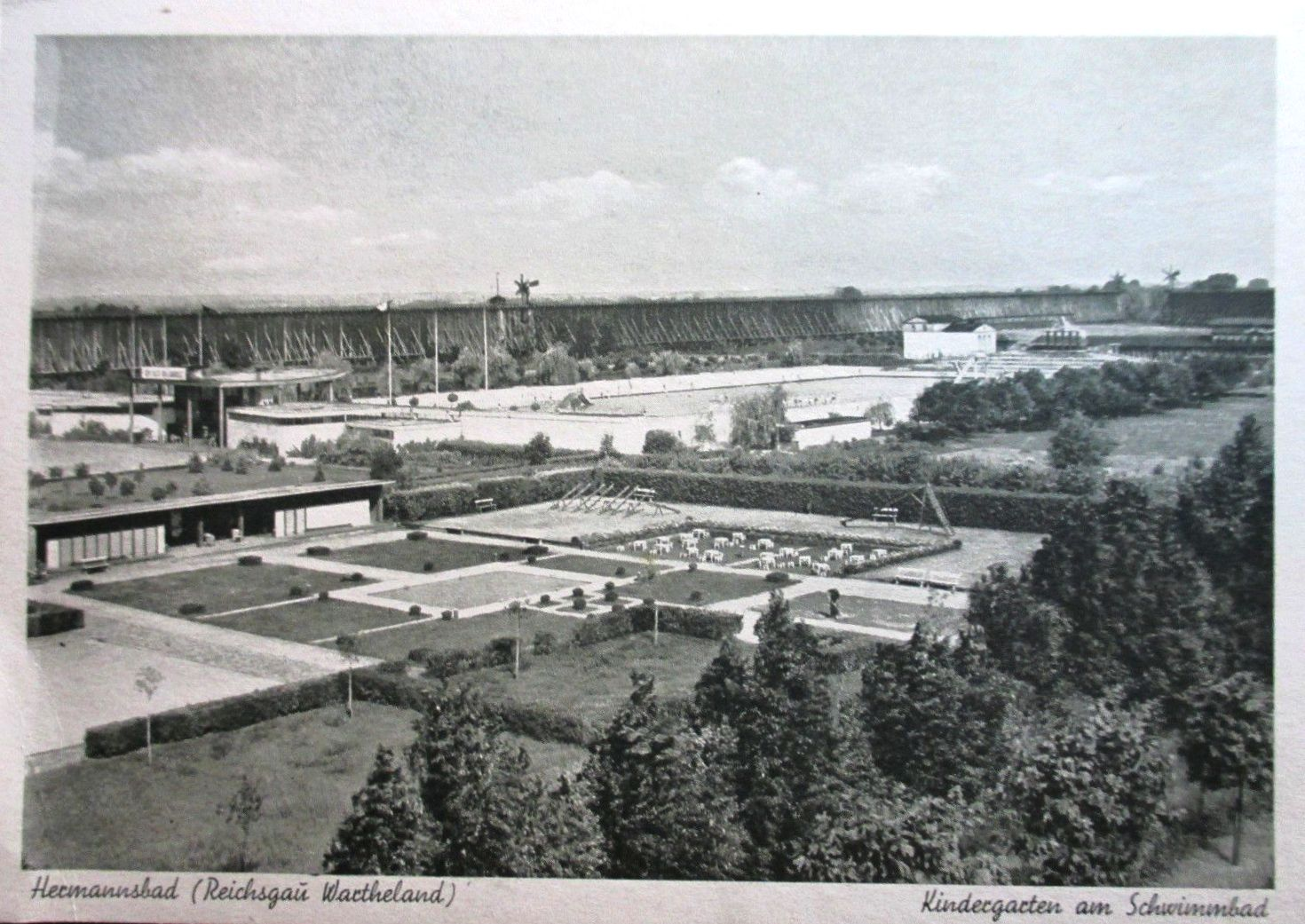
Blick auf Hermannsbad, Warthegau

Am 26. Oktober 1939 wurde Ciechocinek von Deutschen Reich völkerrechtswidrig annektiert. Der Ort gehörte jetzt zum Kreis Nessau (ab 1941 Landkreis Hermannsbad) im Reichsgau Wartheland und wurde Sitz des deutschen Landrats, während die Verwaltung wie zuvor in Aleksandrów blieb. Die deutsche Gendarmerie verhaftete einen Tag später sämtliche polnischen Lehrer und Geistlichen. Am 1. November 1939 wurde die Gründung der HTO bekanntgegeben, die sämtliche Betriebe Ciechocineks verwaltete. Damit begann die Ausbeutung der Stadt durch die deutsche Wirtschaft. Deutsches Militär führte am 8. November 1939 eine Gruppe von 50 polnischen Offizieren durch die Straßen von Ciechocinek, die dann erschossen wurden. Die deutschen Besatzungsbehörden begannen am 10. November des gleichen Jahres, die jüdischen Einwohner Ciechocineks ins Generalgouvernement abzuschieben. Ab dem 20. November 1939 wurde der Złoty von der Reichsmark abgelöst. Die deutschen Behörden begannen am 11. Dezember 1939, auch die polnische Bevölkerung aus dem Gebiet zu vertreiben, bis zum Jahresende 1943 mussten fast 12.000 Menschen den Landkreis verlassen. In der Stadt Ciechocinek wurden in der Folgezeit etwa 1.000 Volksdeutsche angesiedelt. Der deutsche Gauleiter Arthur Greiser verordnete am 11. Dezember 1939 den jüdischen Einwohnern des Warthelandes das Tragen des Judensterns.
Am 19. Dezember 1939 wurde das Gehalt polnischer Arbeitnehmer im öffentlichen Dienst auf maximal 80 % des deutschen Tariflohns begrenzt, ab dem 11. Mai 1940 galt dies auch für die restlichen polnischen Arbeitnehmer. Somit musste ein Großteil der Polen in Ciechocinek von einem Einkommen unterhalb des Existenzminimums leben. Als Jahresurlaub wurden 7 Arbeitstage erlaubt, im Oktober 1942 wurde der Urlaubsanspruch für polnische Arbeitnehmer komplett gestrichen. Ciechocinek wurde am 22. Dezember 1939 offiziell in Hermannsbad umbenannt (nach Hermann von Salza, der das Gebiet 1235 dem Deutschordensland einverleibt hatte). Die Verwaltung der vom deutschen Staat beschlagnahmten polnischen Immobilien in der Stadt übernahm am 27. Mai 1940 die deutsche GHTO (Grundstücksgesellschaft der HTO mbH). Sie ließ die von ihr verwalteten Häuser verwahrlosen. Am 1. Juni 1940 wurde die Badesaison in Ciechocinek eröffnet. „Kurgäste“ waren jedoch fast ausschließlich deutsche Soldaten. Ab dem 1. Januar 1942 fielen auch die polnischen Einwohner Ciechocineks unter ein spezielles Strafrecht, das selbst bei geringsten Anlässen die Todesstrafe erlaubte. Die letzten 80 in der Stadt lebenden Juden wurden am 22. April 1942 von der deutschen Schutzpolizei verhaftet, der SS übergeben und im KZ Kulmhof ermordet. Die Kurgäste wurden am 12. Juli 1944 aufgefordert, Ciechocinek zu verlassen, da der Ort vollständig mit verwundeten deutschen Soldaten von der zusammenbrechenden Ostfront belegt werde. Die beginnende sowjetische Großoffensive führte ab 12. Januar 1945 zum Ende der deutschen Besatzung in Ciechocinek. Am 18. Januar verließen fast alle deutschen Einwohner die Stadt, am 21. Januar 1945 marschierte dann die Rote Armee ein.

### Republik Polen (seit 1945)
Am 7. Februar 1945 wurde Adam Drużyński neuer polnischer Bürgermeister. Neuer Kurdirektor wurde Jan Hajduk. Ciechocinek gehörte jetzt zum Kreis Nieszawa (ab 1948 Powiat Aleksandrowski) in der Woiwodschaft Pommern (ab 1950 Woiwodschaft Bydgoszcz). Die erste Badesaison wurde bereits am 20. Mai 1945 wieder eröffnet. 1946 hatte die Stadt 4130 Einwohner. Die Kuranlagen wurden ab 1955 großzügig erweitert. 1975 wechselten Ciechocinek und der Rest des Powiat Aleksandrowski zur neuen Woiwodschaft Włocławek. Seit 1999 gehören Ciechocinek und der Rest des Powiat Aleksandrowski zur neuen Woiwodschaft Kujawien-Pommern.

## Sehenswürdigkeiten

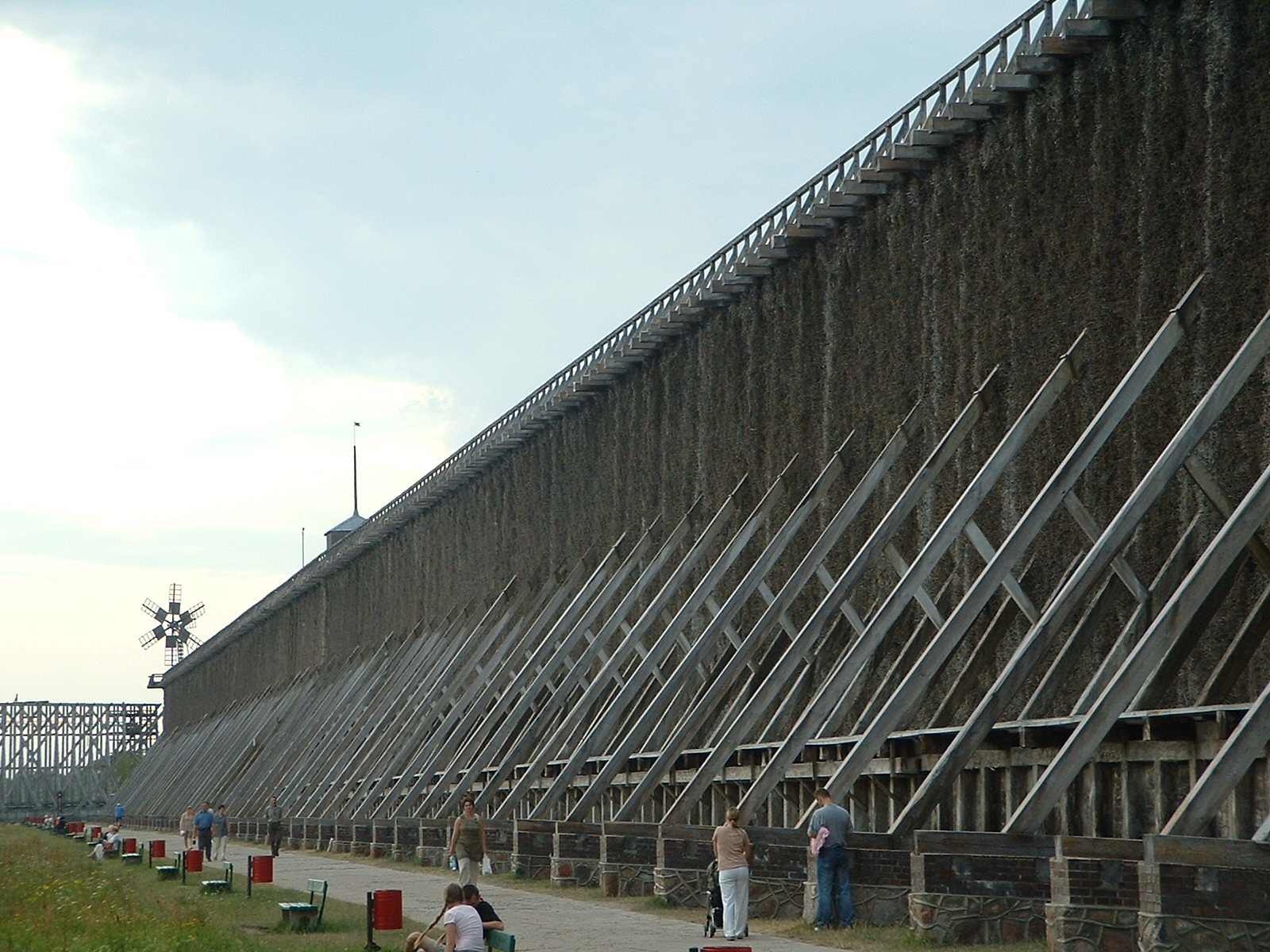
Gradierwerke

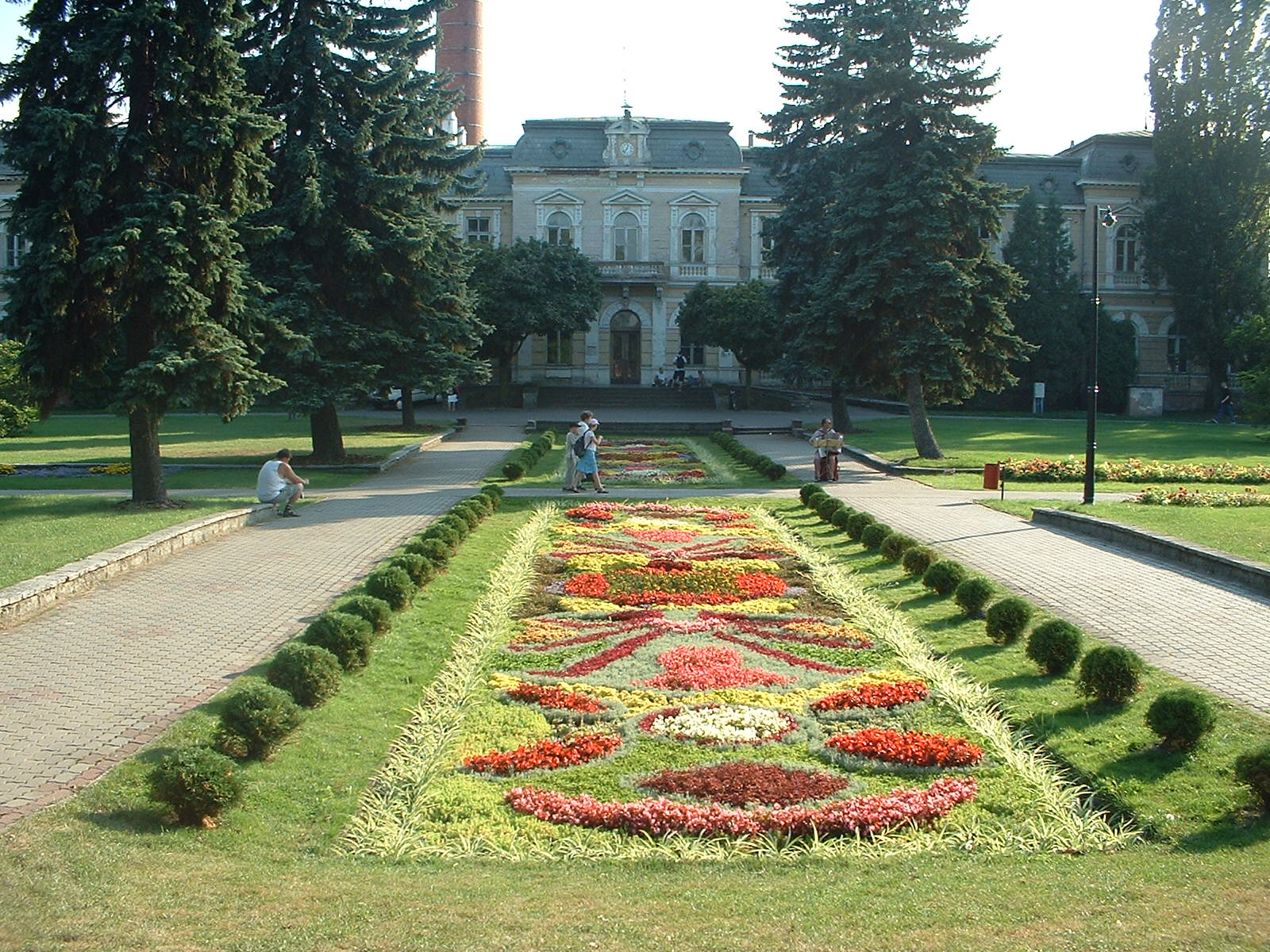
Blumenteppich

- Tężnie (Gradierwerke)
- Grzybek (Pilz)
- Zegar kwiatowy (Blumenuhr)
- Jaś i Małgosia (Hans und Gretel)
- Konzerthaus
- Dywan Kwiatowy (Blumenteppich)

## Verkehr
Der ÖPNV der Stadt ist seit September 2023 für alle Nutzer kostenfrei.

## Städtepartnerschaft
Bad Dürrenberg